# MakeCD
MakeCD ist ein 1996 erschienenes CD-Brennprogramm für den Amiga, das in den folgenden Jahren sehr populär war. Die Software wurde von Angela Schmidt und Patrick Ohly während ihres Studiums in Karlsruhe entwickelt und ist ausschließlich für AmigaOS verfügbar. Lange Zeit wurde MakeCD als Shareware oder kommerziell vertrieben. Seit 2007 ist MakeCD komplett kostenlos erhältlich.
Mit MakeCD können Daten- und Audio-CDs erstellt und dupliziert werden. Die Software hat zur Markteinführung und in den Jahren danach einige Features zur Verfügung gestellt, die bei anderen Produkten nicht selbstverständlich waren, wie zum Beispiel:
- MakeCD verwendet beim Erstellen einer CD-ROM die amiga-spezifischen Dateiattribute, die auf einer Erweiterung des SUSP (System Use Sharing Protocol, IEEE P1281) des Rock Ridge Interchange Protokoll basieren.[2] Die dazu nötige Erweiterung wurde von der Autorin Angela Schmidt designed und entwickelt und im MakeCD-Programmpaket allgemein verfügbar gemacht. Somit war MakeCD die erste Software, mit der man die amiga-spezifischen Dateiattribute auf CD-ROMs brennen konnte.[3]
- Mitte der 90er Jahre war ein standardisierter Befehlssatz für die Ansteuerung von CD-Brennern noch unüblich. Jeder Hersteller hatte seinen eigenen Befehlssatz. Durch das von Patrick Ohly entwickelte modulare, treiberbasierte Konzept konnte MakeCD fast alle auf dem Markt erhältlichen CD-Brenner ansteuern, hat dabei aber immer nur den jeweils nötigen Code in den Speicher geladen, und somit Ressourcen gespart.
- Zum damaligen Zeitpunkt musste man Musik-Dateien meist erst ins passende Audio-Format wandeln, um sie dann auf eine CD zu brennen. Diese Aufgabe hat MakeCD im Hintergrund im sogenannten on-the-fly-Modus automatisch übernommen.[2][3]
- Ab der Version 3.2 ist MakeCD in der Lage, MPEG-A Dateien ohne Zwischendatei (Image-Datei) als Audio-Track zu brennen. Dieses Feature gab es damals bei keiner anderen Amiga-CD-Brennsoftware. Einem Zeitschriftenartikel zufolge war das offenbar im gesamten PC-Bereich damals eine Weltneuheit: MakeCD 3.2 dürfte die erste CD-Brennsoftware weltweit sein, die Dateien im MPEG-A-Format on-the-fly auf eine Audio-CD brennt.[4]
- MakeCD hat schon damals wahlweise DAO (Disc-At-Once), TAO (Track-At-Once) und SAO (Session-At-Once) unterstützt, und konnte somit beispielsweise Audio-CDs ohne Pausen zwischen den Liedern brennen, oder weitere Dateien zu bereits gebrannten Daten-CDs hinzufügen.

MakeCD wurde von der Zeitschrift AMIGA plus im Heft 2/98 zur besten Amiga-Software aus dem Bereich CD-Brenner Software gekürt und mit dem Amiga-Plus-Award 97 ausgezeichnet.